# Бундесвер
Бундесве́р (Німецька: [ˈbʊndəsˌveːɐ̯] ( прослухати), букв. Федеративна оборона) — збройні сили Федеративної Республіки Німеччини. Бундесвер поділяється на військову (збройні сили або Streitkräfte) та цивільну частину. Військова складова складається з Сухопутних військ, Військово-морського флоту, Повітряних сил, Об'єднаної служби забезпечення, Центральної медичної служби та Служби Кібер-інформаційної сфери.
Станом на 31 травня 2024 року Бундесвер мав чисельність 180 215 військовослужбовців дійсної служби та 80 761 цивільних осіб, ставши її серед 30 найбільших збройних сил світу та роблячи її другою за величиною в Європейському Союзі після Франції. Крім того, Бундесвер має приблизно 34 600 військовослужбовців резерву (2024). З військовими витратами Німеччини в 66,8 мільярдів доларів (2023 р.), Бундесвер є сьомою за фінансуванням армією у світі, хоча військові витрати донедавна залишалися низькими в середньому на рівні 1,5% національного ВВП, значно нижче необов'язкової цілі НАТО у 2,12%. У 2024 році Німеччина виконала зобов'язання перед НАТО, витративши на свої збройні сили 2% свого ВВП. Німеччина прагне збільшити чисельність Бундесверу до 203 000 солдатів до 2025 року, щоб краще справлятися зі зростаючими обов’язками. 18 грудня 2024 року міністр оборони ФРН Борис Пісторіус під час виступу в парламенті заявив, що Німеччина може збільшити чисельність своїх Збройних сил до 230 тисяч військовослужбовців. Однак її показники на цей момент і так на 20 тисяч менші за цільові, через проблеми з набором. Ці плани включають розгортання 3-5 додаткових бригад. За підрахунками Пісторіуса, у довгостроковій перспективі Німеччині в рамках НАТО необхідно для ефективної оборони та виконання своїх зобов'язань, що постійно зростають, близько 460 тисяч військовослужбовців.
Після занепокоєння через російське вторгнення в Україну Німеччина оголосила про суттєві зміни в політиці, пообіцявши виділити спеціальний фонд у розмірі 100 мільярдів євро для Бундесверу – щоб виправити роки недоінвестування – разом із підвищенням бюджету до рівня понад 2% ВВП.

## Історія
- Військова історія Німеччини[en]
- Перелік війн Німеччини[en]

### Засадничі принципи
Назву Бундесвер вперше запропонував колишній генерал Вермахту та ліберальний політик Гассо фон Мантойффель. Залізний хрест (Eisernes Kreuz), символ, який давно асоціюється з військовими Німеччини, є її офіційною емблемою. Schwarzes Kreuz походить від чорного хреста середньовічних лицарів Тевтонського ордену; з 1813 року символ використовується для позначення військової нагороди для всіх чинів.
Коли Бундесвер був створений у 1955 році, його основоположні принципи базувалися на створенні абсолютно нових військових сил для захисту Західної Німеччини. У цьому відношенні Бундесвер не вважав себе спадкоємцем ані Рейхсверу (1921–1935) Веймарської республіки, ані гітлерівського Вермахту (1935–1945) і не дотримувався традицій жодної колишньої німецької військової організації. Його офіційний етос базується на трьох основних темах:
- цілі військових реформаторів початку XIX століття, таких як Шарнгорст, Ґнайзенау та Клаузевіц
- поведінка учасників військового опору проти Адольфа Гітлера, особливо спроба Клауса фон Штауффенберга та Геннінга фон Трескова вбити його.
- власна традиція з 1955 року.

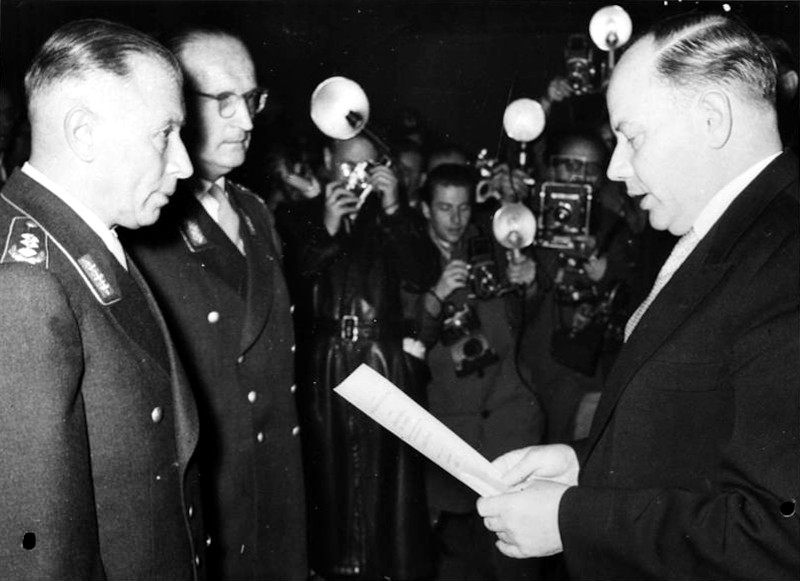
12 листопада 1955 року Теодор Бланк приводить до присяги генералів Адольфа Гойзінгера та Ганса Шпайделя в новоствореному Бундесвері.

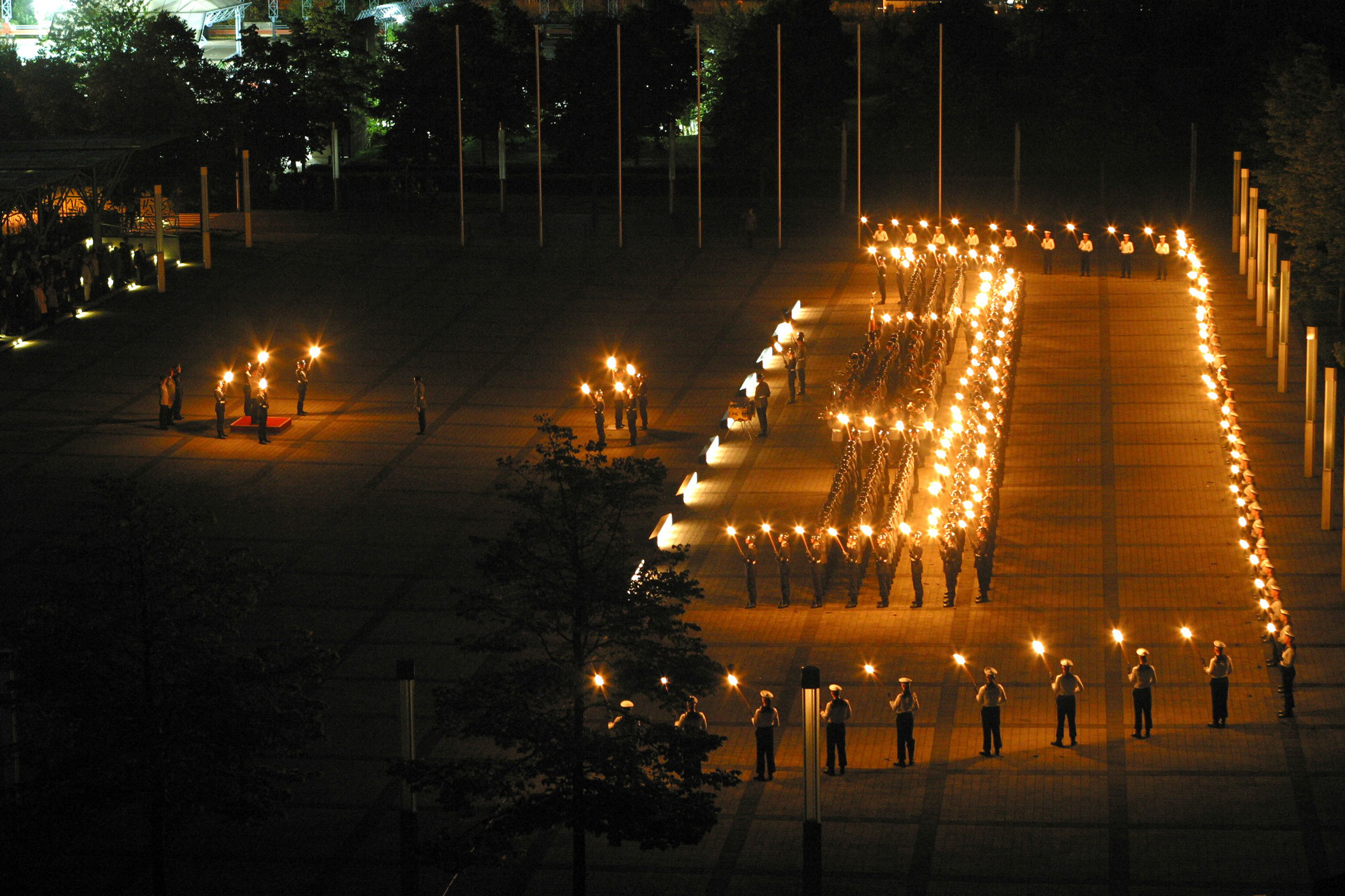
Großer Zapfenstreich у Федеральному міністерстві оборони в Бонні в 2002 році

Однією з найпомітніших традицій сучасного Бундесверу є Великий Запфенштрайх. Це форма військового татуювання, яка бере свій початок в епоху ландскнехту. ФРН відновила цю офіційну військову церемонію в 1952 році, за три роки до заснування Бундесверу. Сьогодні її виконує військовий оркестр із 4 фанфарними трубачами та литаврами, корпусом барабанів, до двох рот супроводу вахбатальйону Бундесверу (або іншого уповноваженого підрозділу) та факелоносцями. Zapfenstreich виконується лише під час національних свят або урочистих публічних заходів. Воно може вшановувати присутніх видатних осіб, таких як федеральний президент Німеччини, або служити завершенням великих військових навчань.
Іншою важливою традицією в сучасних збройних силах Німеччини є Gelöbnis: урочиста присяга, яку складають професійні солдати та новобранці (і призовники) під час базової підготовки. Існує два види присяги: клятва для призовників і урочиста клятва для штатного складу.
Присяга дається щороку 20 липня, у день, коли група офіцерів Вермахту спробувала вбити Адольфа Гітлера в 1944 році. Новобранці з Wachbataillon Бундесверу складають обітницю (Gelöbnis) у Бендлерблоці в Берліні. Це був штаб опору, а також місце, де офіцерів стратили після невдалого замаху. Національні заходи проводяться неподалік на території Рейхстагу. Подібні заходи також відбуваються по всій Німеччині. З 2011 року, коли було призупинено призов, формулювання церемоніальної обітниці для призовників і добровольців має такий вигляд:
"Ich gelobe, der Bundesrepublik Deutschland treu zu dienen und das Recht und die Freiheit des deutschen Volkes tapfer zu verteidigen."
"Я зобов'язуюсь віддано служити Федеративній Республіці Німеччини та мужньо захищати права та свободу німецького народу."
Службовий персонал Бундесверу замінює "Ich gelobe, ..." на "Ich schwöre, ..." ("Я присягаю...").

### Холодна війна: 1955–1990
- Французько-німецька ворожнеча[en]

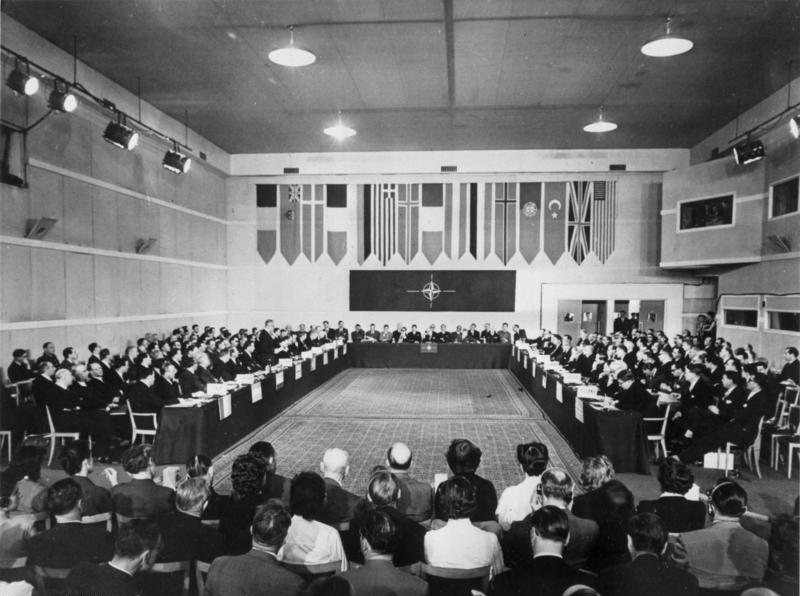
Федеративна Республіка Німеччина приєднується до НАТО в 1955 році.

Після Другої світової війни відповідальність за безпеку Німеччини в цілому лежала на чотирьох окупаційних союзних державах: Сполучених Штатах, Сполученому Королівстві, Франції та Радянському Союзі. Німеччина була без збройних сил після розпуску вермахту після Другої світової війни. Коли Федеративна Республіка Німеччина була заснована в 1949 році, вона не мала збройних сил. Німеччина залишалася повністю демілітаризованою, і будь-які плани щодо німецьких збройних сил були заборонені правилами союзників.
Деякі військово-морські підрозділи розмінування, такі як Німецьке управління розмінування (Deutscher Minenräumdienst), продовжували існувати, але вони залишалися неозброєними та перебували під контролем союзників і не служили як сили національної оборони. Федеральна прикордонна охорона (Bundesgrenzschutz), мобільна, легкоозброєна поліція чисельністю 10 000 чоловік, була створена 14 березня 1951 року та розширена до 20 000 осіб 19 червня 1953 року. Пропозиція об’єднати західнонімецькі війська з солдатами Франції, Бельгії, Нідерланди, Люксембургу та Італії в Європейському оборонному співтоваристві були запропоновані, але так і не реалізовані.
Між Сполученими Штатами, Великою Британією та Францією точилася дискусія щодо питання відновлення армії (Західної) Німеччини. Зокрема, Франція не хотіла дозволити Німеччині переозброїтися у світлі недавньої історії (Німеччина двічі вторглася до Франції, як ми пам’ятаємо, у Першій та Другій світовій війнах, а також перемогла Францію у франко-прусській війні 1870/71 рр.) . Однак після провалу проекту створення Європейського оборонного співтовариства у Національних зборах Франції в 1954 році Франція погодилася на вступ Західної Німеччини до НАТО та переозброєння.

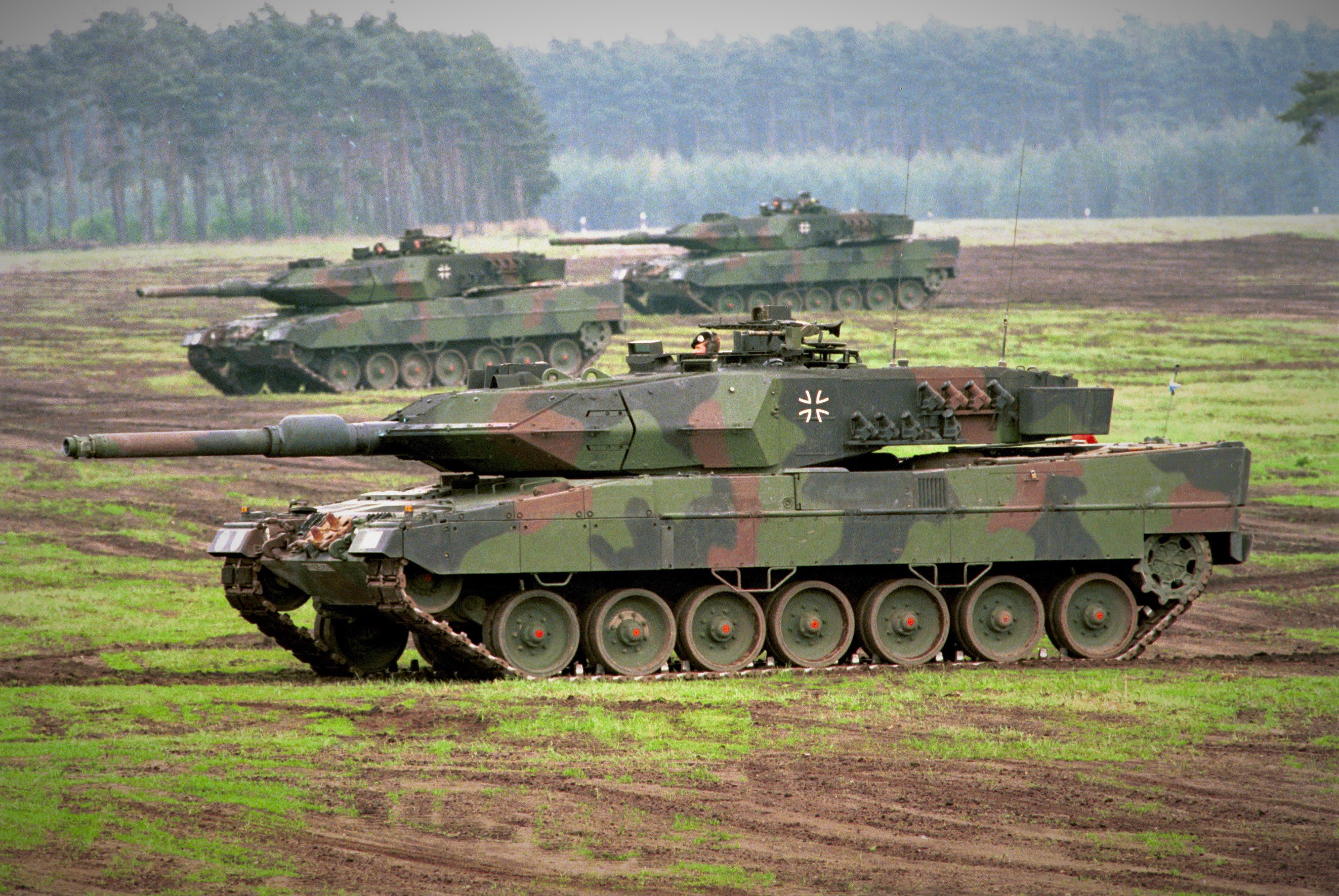
танки Leopard 2

Із зростанням напруженості між Радянським Союзом і Заходом, особливо після Корейської війни, цю політику необхідно було переглянути. У той час як Німецька Демократична Республіка (Східна Німеччина) вже таємно переозброювалася, зародки нової західнонімецької сили почалися в 1950 році, коли колишні високопоставлені німецькі офіцери отримали від канцлера Конрада Аденауера завдання обговорити варіанти переозброєння Західної Німеччини. Результати зустрічі в монастирі Гіммерод склали концептуальну базу для створення нових збройних сил у Західній Німеччині.
Amt Blank (Агентство Blank, назване на честь свого директора Теодора Бланка), попередник пізнішого Федерального міністерства оборони, було сформовано того ж року для підготовки створення майбутніх сил. Гассо фон Мантойффель, колишній генерал Вермахту і політик Вільної демократичної партії, подав назву Бундесвер для нових сил. Згодом цю назву підтвердив західнонімецький Бундестаг.
Бундесвер був офіційно створений у 200-й день народження Шарнгорста 12 листопада 1955 року. З точки зору особового складу та освіти, найважливішою початковою рисою нових німецьких збройних сил була їхня орієнтація як громадян, захисників демократичної держави, повністю підпорядкованих політичному керівництву країни. Була створена кадрова комісія, щоб переконатися, що майбутні полковники та генерали збройних сил – це ті, чия політична позиція та досвід будуть прийнятні для нової демократичної держави. Було кілька ключових реформаторів, таких як генерал Ульріх де Мезьєр, генерал граф фон Кільмансегг і граф фон Баудіссін, які знову підкреслили деякі з більш демократичних частин історії збройних сил Німеччини, щоб створити міцну цивільно-військову основу для розвитку.

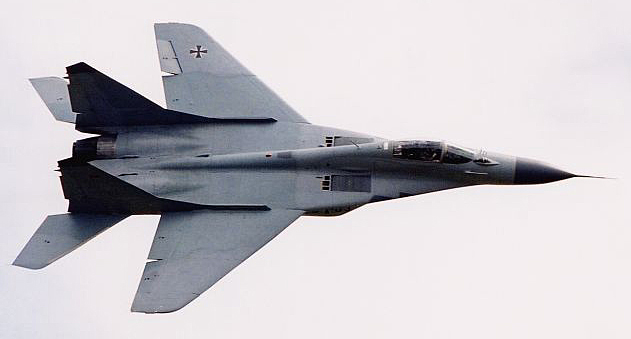
Бундесвер був першим членом НАТО, який використовував радянський реактивний літак МіГ-29, отриманий від колишніх Повітряні сили НДР після возз'єднання.

Після поправки до Основного закону в 1955 році Західна Німеччина стала членом НАТО. Перший публічний військовий огляд відбувся в Андернаху в січні 1956 року. У 1956 році було знову запроваджено військову повинність для всіх чоловіків віком від 18 до 45 років, яка пізніше була доповнена цивільною альтернативою з більшою тривалістю (див. Призов у Німеччині). У відповідь Східна Німеччина у 1956 році сформувала власні військові сили Національну народну армію (NVA), а призов на військову службу було запроваджено лише в 1962 році. Національна народна армія зрештою була розформована після возз'єднання Німеччини в 1990 році. Обов’язковий призов було призупинено, але не повністю скасовано як альтернативу – у січні 2011 року.
Під час холодної війни Бундесвер був опорою звичайної оборони НАТО в Центральній Європі. Він мав чисельність 495 000 військових і 170 000 цивільного персоналу. Незважаючи на те, що Німеччина мала менші збройні сили, ніж Франція та Сполучені Штати, історик Холодної війни Джон Льюїс Геддіс оцінює Бундесвер як «можливо, найкращу армію у світі». Сухопутні війська складалася з трьох корпусів з 12 дивізіями, більшість із яких були важко озброєні танками та БТРами. Люфтваффе володіли значною кількістю тактичних бойових літаків і брали участь в інтегрованій протиповітряній обороні НАТО (NATINAD). Військово-морським флотам було поставлено завдання та було оснащено задля Балтійських підходів, забезпечення ескорту підкріплення та поповнення кораблів у Північному морі та стримування радянського Балтійського флоту.
- Операція «Літній дощ» (Холодна війна)[en]

Під час радянсько-афганської війни у 1980-х роках німецький спецназ Бундесверу був задіяний у рамках таємної операції. У цей час значну роль відіграла операція «Літній дощ». Федеральна розвідувальна служба Німеччини (BND) провела цю секретну місію, під час якої спецназ був розгорнутий із Західної Німеччини до Пакистану, а потім до Афганістану.
Основним завданням цих спецпідрозділів було таємне придбання радянської збройової техніки, включаючи броню для бойових гелікоптерів, транспортних засобів, міни, сучасні боєприпаси, такі як уранові снаряди, ракетні боєголовки, прилади нічного бачення та навігаційні технології. Співпраця з повсталими моджахедами була центральною частиною цієї таємної операції.
За цей час Бундесвер не брав участі в бойових діях. Проте було проведено низку масштабних навчань, які призвели до втрат оперативників. Перший такий інцидент стався в червні 1957 року, коли 15 новобранців-десантників потонули в річці Іллер, Баварія.

### Возз'єднання Німеччини 1990

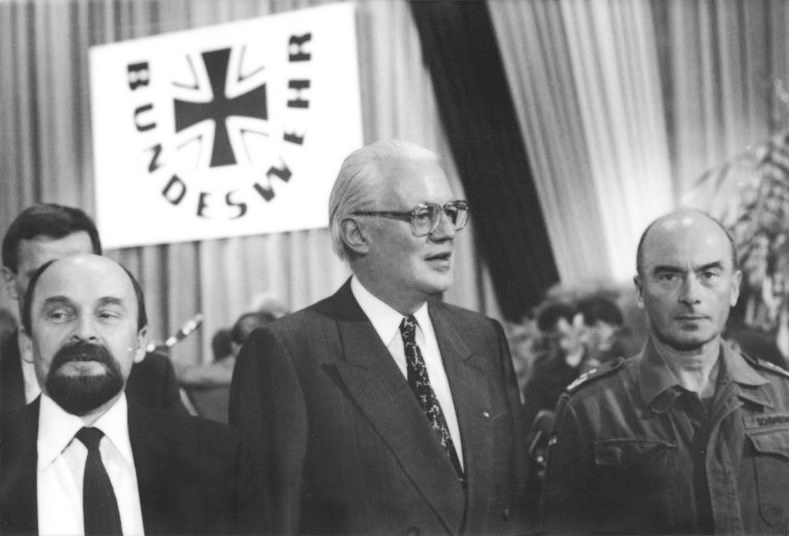
На святковому заході до Дня єдності Німеччини Федеральний міністр оборони Герхард Столтенберг прийняв командування збройними силами колишньої НДР.

На момент возз’єднання німецька армія нараховувала приблизно 585 000 солдатів. У рамках процесу возз’єднання Німеччини, відповідно до Договору про остаточне врегулювання по відношенню до Німеччини (Договір «два плюс чотири»), який проклав шлях до возз’єднання, Бундесвер мав бути скорочений до 370 000 осіб, з яких не більше 345 000 мали бути в армії та повітряних силах. Це був внесок Німеччини в Договір про звичайні збройні сили в Європі, і обмеження набули чинності в той час, коли й ДЗЗСЄ. У результаті бундесвер було значно скорочено, а колишнє Східнонімецьке національне народне військо (NVA) було розформоване, а частина його особового складу та матеріальних засобів була включена до складу Бундесверу.
Близько 50 000 військовослужбовців Volksarmee були інтегровані до Бундесверу 2 жовтня 1990 року. Ця цифра швидко зменшилася, оскільки солдати строкової служби та добровольці, які проходили строкову службу, завершували службу. Деякі старші офіцери (але не генерали чи адмірали) отримали обмежені контракти на термін до двох років, щоб продовжувати щоденні операції. Персонал, який залишився в Бундесвері, отримав нові контракти та нові звання залежно від його індивідуальної кваліфікації та досвіду. Багатьом було надано та прийнято нижчий ранг, ніж той, який раніше мав у Volksarmee.
Загалом процес об’єднання двох збройних сил – під гаслом «Armee der Einheit» (або «Армія єдності») – публічно розглядається як великий успіх і приклад для інших частин суспільства.
Зі скороченням довелося утилізувати велику кількість військової техніки Бундесверу, а також Volksarmee. Більшість бронетехніки та винищувачів (Bundesluftwaffe – завдяки возз’єднанню – були єдиними військово-повітряними силами у світі, які літали як на «Фантомах», так і на МІГах) були демонтовані відповідно до міжнародних процедур роззброєння. Багато кораблів було здано на металобрухт або продано, часто до країн Балтії чи Індонезії (остання отримала 39 колишніх суден Volksmarine різних типів).
З возз'єднанням були зняті всі обмеження на виробництво та володіння звичайними озброєннями, які були накладені на Бундесвер як умова переозброєння Західної Німеччини.
З 1996 року Німеччина також має власні сили спеціального призначення Kommando Spezialkräfte (Команда сил спеціального призначення). Вони були створені після того, як німецькі громадяни були рятовані від геноциду в Руанді бельгійськими пара-командос, оскільки спеціальні команди федеральної поліції були нездатні діяти в зоні бойових дій.

### Переорієнтація
Важливою подією для німецьких військових стала низка скорочень витрат на оборону та призупинення обов’язкового призову для чоловіків у 2011 році. Це було запроваджено канцлером Ангелою Меркель та міністром фінансів Вольфгангом Шойбле в рамках заходів жорсткої економії у відповідь на Велику рецесію та європейську боргову кризу. У 2011/12 роках була оголошена масштабна реформа Бундесверу під керівництвом Томаса де Мезьєра, яка додатково обмежила кількість військових баз і солдатів. Сухопутні війська Бундесверу матимуть три великі підрозділи на рівні дивізій. Наразі їх п’ять. Чисельність бригад зменшилася з одинадцяти до восьми.
Військові витрати Німеччини нижчі, ніж у порівнянних країнах, таких як Сполучене Королівство, або країнах Європейського Союзу, таких як Франція, особливо якщо взяти до уваги більшу кількість населення та економіку Німеччини. Цю невідповідність часто критикують союзники Німеччини по НАТО, ще з часів Обами, міністра оборони США Роберта М. Гейтса.
Як один із результатів саміту НАТО в Уельсі 2014 року, в якому взяли участь як Меркель, так і Урсула фон дер Ляєн у вересні 2014 року, у жовтні Бундесвер визнав хронічні проблеми з обладнанням, які зробили його збройні сили «нездатними виконати свої оборонні обіцянки НАТО». Серед згаданих проблем були несправні системи озброєнь, бронетехніка, літаки та військово-морські судна, непридатні для негайного використання через недбале обслуговування, а також серйозна нестача обладнання та запасних частин. У 2016 році ситуація була настільки жахливою, що було визнано, що більшість винищувачів і бойових гелікоптерів Німеччини не були готові до розгортання, хоча ПС мали майже 38 000 солдатів, і систему дитячого садка фон дер Ляєн на додаток.
У 2015 році в результаті анексії Криму Російською Федерацією Німеччина оголосила про те, що було названо «значним збільшенням» витрат на оборону. У травні 2015 року уряд Німеччини схвалив збільшення витрат на оборону, які на той момент становили 1,3% ВВП, на 6,2% протягом наступних п’яти років, що дозволить Міністерству оборони повністю модернізувати армію. Реформа 2015 року встановила необхідну чисельність 185 тисяч солдатів. Також було оголошено про плани значно збільшити танковий парк до потенційної кількості 328, замовити ще 131 бронетранспортер Boxer, збільшити флот підводних човнів і розробити новий винищувач на заміну Panavia Tornado. Німеччина розглядала можливість збільшення чисельності армії, а в травні 2016 року вона оголосила, що витратить 130 мільярдів євро на нове обладнання до 2030 року та додасть майже 7000 солдатів до 2023 року в рамках першого військового розширення Німеччини після закінчення холодної війни. У лютому 2017 року уряд Німеччини оголосив про чергове розширення, яке передбачає збільшення кількості професійних солдатів на 20 000 до 2024 року.

### Координація з європейськими партнерами
Як наслідок покращення голландсько-німецької співпраці, з 2014 року дві з трьох бригад королівської армії Нідерландів перебувають під командуванням Німеччини. У 2014 році 11-та аеромобільна бригада була інтегрована в німецьку Дивізію швидкого реагування (DSK). Нідерландська 43-тя механізована бригада буде приписана до 1-ї танкової дивізії німецької армії, інтеграція почнеться на початку 2016 року, а підрозділ стане боєздатним наприкінці 2019 року. У лютому 2016 року було оголошено, що морський батальйон німецьких ВМС почне діяти під командуванням Королівських ВМС Нідерландів. Нідерландсько-німецька військова співпраця розглядалася в 2016 році фон дер Ляєн і міністром оборони Нідерландів Жанін Генніс‑Плассхарт як приклад для створення Європейського оборонного союзу.
Згідно з політикою, продиктованою фон дер Ляєн у лютому 2017 року, Бундесвер має відігравати більшу роль як «якірна армія» для менших держав НАТО, покращуючи координацію між своїми підрозділами та невеликими бригадами членів.
Наступна пропозиція міністра оборони Урсули фон дер Ляєн дозволити громадянам ЄС, які не є громадянами Німеччини, приєднуватися до Бундесверу, зустріла в липні 2016 року сильну опозицію, навіть з боку її власної партії.
У лютому 2017 року було оголошено, що 4-та бригада швидкого реагування Чеської Республіки та 81-ша механізована бригада Румунії будуть інтегровані до складу 10-ї танкової дивізії та дивізії швидкого реагування Німеччини.

### Наслідки російського вторгнення в Україну у 2022 році
Станом на 31 грудня 2022 року чисельність дійсного військового персоналу Бундесверу становила 183 051 особу. У 2020 році військові витрати Німеччини становили 52,8 мільярда доларів.
Наприкінці лютого 2022 року, у світлі вторгнення Росії в Україну, канцлер Олаф Шольц оголосив про план посилити потужність німецької армії, пообіцявши виділити 100 мільярдів євро (112,7 мільярда доларів) із бюджету на 2022 рік для збройних сил і повторивши свою обіцянку досягти 2% витрат на оборону від валового внутрішнього продукту відповідно до «вимог НАТО».
За інформацією оборонних політиків федерального парламенту Німеччини, представників збройової промисловості та інших експертів, у жовтні 2022 року у бундесвері боєприпасів вистачало лише на один-два дні ведення активних бойових дій.
Звіт Міністерства оборони виявив такі проблеми Бундесверу, як обмежена готовність і брак обладнання. У листі, який супроводжував звіт, який був надісланий до федерального парламенту Німеччини, міністр оборони зазначив, що ситуація покращиться, але «усунення прогалин потребує часу».
В 2022 році було створене Територіальне командування Бундесверу, яке відповідальне за територіальну оборону Німеччини.
У січні 2025 року було оголошення про створення Дивізії територіальної оборони. Згідно з новими планами, Бундесвер сформує шість полків тероборони (Heimatschutzregiment) загальною чисельністю приблизно 6000 осіб у Баварії, Берліні, Гессені, Нижній Саксонії, Мекленбурзі - Передній Померанії та Північному Рейні - Вестфалії. Їх об'єднають у нову дивізію територіальної оборони.

## Структура та керівництво
Главою бундесверу є федеральний міністр оборони, що є головнокомандувачем у мирний час. У разі необхідності військових дій командування переходить до канцлера Німеччини (стаття 115b конституції Німеччини). Найвищим званням у бундесвері є звання генерал-інспектора, який, хоча й має звання генерала, проте не є командувачем Бундесверу.
За розробку і закупівлю систем озброєнь для Бундесверу відповідає Федеральне управління Бундесверу з обладнання, інформаційних технологій і технічної підтримки (Bundesamt für Ausrüstung, Informationstechnik und Nutzung der Bundeswehr; BAAINBw).

## Організація

### Сухопутні війська
В організаційному відношенні сухопутні війська складаються з підрозділів (відділення, взвод, рота), частин (окремий батальйон, полк), з'єднань (бригада, дивізія, корпус) та об'єднань (окремий корпус, армія, фронт). У своєму складі сухопутні війська мають різні роди військ, спеціальні війська та служби. Всього у складі сухопутних сил: 23 бригади (дев'ять розгорнутих механізованих, дві повітрянодесантні, дві тилового забезпечення, гірськопіхотна, повітряномеханізована, армійської авіації, артилерійська, інженерна, протиповітряної оборони (ППО), військ радіаційного, хімічного та біологічного захисту (РХБЗ) і три механізовані скороченого складу); командування сил спеціального призначення; німецький компонент франко-німецької бригади.

### Військово-морські сили
Військово-морські сили включають: флот, морську авіацію та підрозділи спеціального призначення (Морська піхота, SEK M). Керівництво військово-морськими силами здійснює інспектор ВМС через головний штаб ВМС. Йому підпорядковані оперативне командування та центральне управління.
Військово-Морський Флот є головною складовою та основою морського потенціалу Німеччини, одним з інструментів зовнішньої політики держави та призначений для забезпечення захисту інтересів Німеччини і її союзників у Світовому океані військовими методами, підтримки військово-політичної стабільності в прилеглих до неї морях, військової безпеки з морських та океанських напрямів.

### Військово-повітряні сили
Військово-повітряні сили очолює інспектор, який здійснює керівництво ними через головний штаб ВПС. Загальна чисельність Люфтвафе становить 34 тис. військовослужбовців, в їх складі: чотири дивізії, що включають одну розвідувальну, чотири винищувально-бомбардувальних, три винищувальних ескадри та чотири ескадри ППО, чотири райони управління оперативним застосуванням та батальйон прикриття об'єктів; командування військово-транспортної авіації, що включає три ескадри ВТА й авіагрупу перевезень міністерства оборони Німеччини; командування оперативного управління ВПС; два полки матеріально-технічного забезпечення та центр обслуговування озброєнь.

### Об'єднані сили забезпечення
Об'єднані сили забезпечення очолює інспектор в ранзі заступника генерального інспектора бундесверу. Із завершенням формування ОСЗ, на них планується покласти завдання управління, забезпечення та навчання. Серед найважливіших функцій нового компонента НД названі такі: оперативне управління, централізоване забезпечення, обробка інформації, забезпечення оборони національної території, утримання складів центрального підпорядкування.

### Медико-санітарна служба
Медико-санітарну службу бундесверу очолює інспектор, у розпорядженні якого розташоване близько 23 тис. військовослужбовців. Оперативному командуванню медико-санітарної служби підпорядковано оперативне командування МСС і чотири військові округи. У квітні 2001 року почалося формування центрального управління МСС.

### Кібервійська
Засновані 5 квітня 2017 як самостійне воєнне управління. Має у своєму складі три підрозділи: Штаб стратегічної розвідки, Службу інформаційної техніки та Центр геоінформації. Нараховує у своєму складі 13.500 службовців (2017). Командувач — генерал-лейтенант Людвиг Ляйнхорст.